# Couvent franciscain de Kraljeva Sutjeska
Le couvent de Kraljeva Sutjeska est un couvent de franciscains situé à Kraljeva Sutjeska, dans la municipalité de Kakanj en Bosnie-Herzégovine. Il remonte au XIVe siècle et est aujourd'hui inscrit sur la liste des monuments nationaux de Bosnie-Herzégovine.

## Musée et bibliothèque
La bibliothèque du couvent abrite une collection de 22 incunables, classée parmi les monuments nationaux du pays.

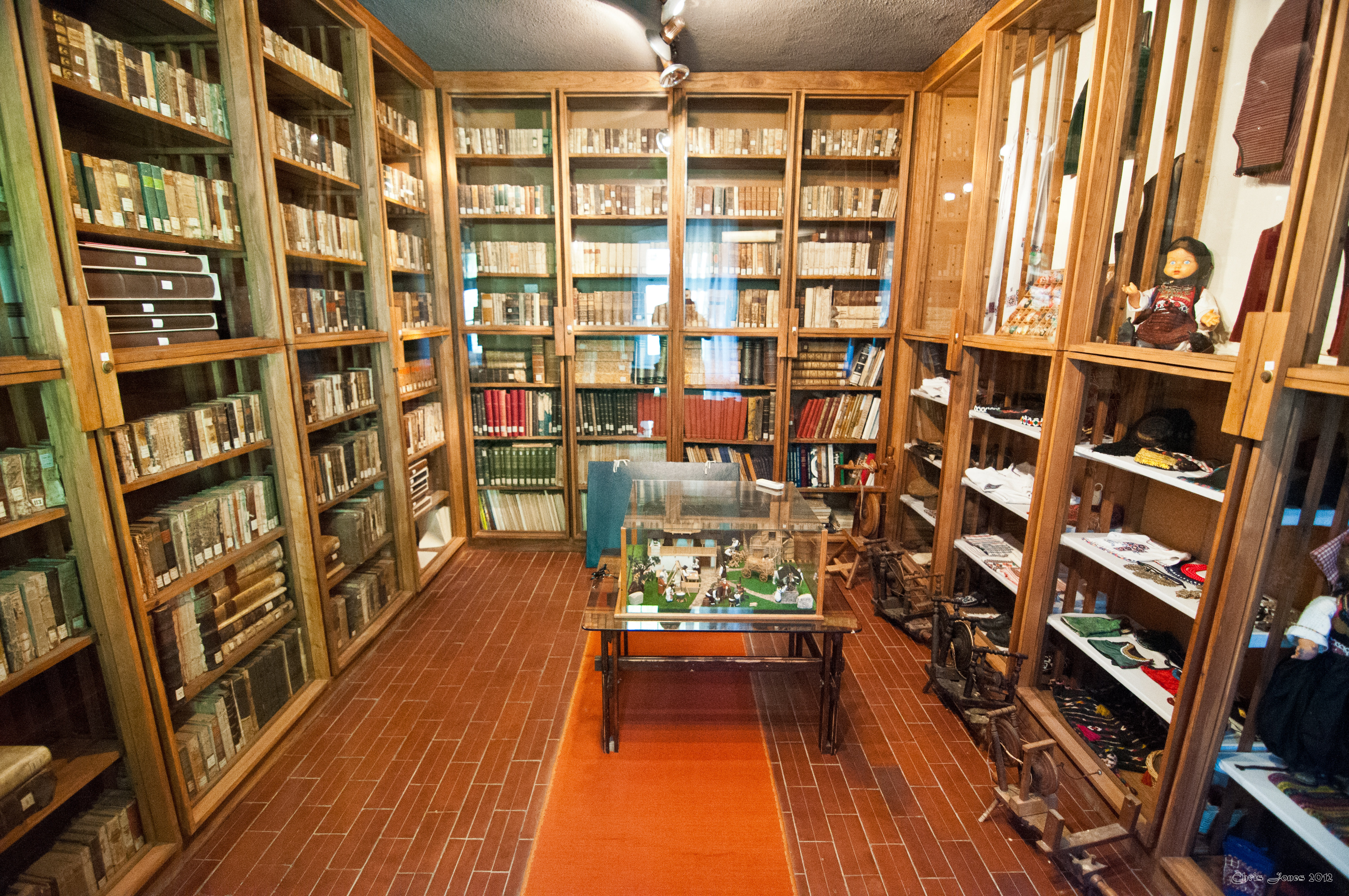
La bibliothèque du couvent